# Cantó de Lens-Nord-Oest
El cantó de Lens-Nord-Oest és un cantó francès del departament del Pas de Calais, situat al districte de Lens. Té 2 municipis i el cap és Lens.

## Municipis
- Lens (Pas de Calais) (part)
- Loos-en-Gohelle

## Història
| Data d'elecció                           | Identitat                | Partit              | Qualitat |
| ---------------------------------------- | ------------------------ | ------------------- | -------- |
| 1962-1982                                | André Delelis            | SFIO, després de PS |          |
| 1982-1985                                | Marcel Cabiddu           | PS                  |          |
| 1985-2001                                | Claudette Grosse-Erouart | PS                  |          |
| 2001-2007                                | Guy Delcourt             | PS                  |          |
| 2007-                                    | Ghislaine Clin           | PS                  |          |
| les dades anteriors no són pas conegudes |                          |                     |          |
|                                          |                          |                     |          |

## Demografia
| A partir de 1990: Població sense dobles comptes |